# Ord (rzeka)
Ord – okresowa rzeka w północnej Australii o długości 320 km oraz powierzchni dorzecza 40 tys. km².
W 1972 r. zbudowano na rzece, ok. 140 km na południowy wschód od Wyndham, zaporę wodną. Dzięki niej powstał największy na kontynencie australijskim i jeden z największych na świecie sztucznych zbiorników wodnych – jezioro Argyle. Przy normalnych stanach wody powierzchnia zbiornika wynosi ok. 740 km², natomiast w czasie największego przyboru wody może sięgać 2072 km². Zgromadzona w nim woda przeznaczona jest do nawadniania tysięcy hektarów gruntów rolnych, położonych na okolicznych równinach.